# 鱗棘冰杜父魚
鱗棘冰杜父魚，為輻鰭魚綱鮋形目杜父魚亞目杜父魚科的其中一種，為溫帶海水魚，分布於西北太平洋日本至鄂霍次克海海域，棲息深度60-454公尺，體長可達30公分，棲息在底層水域，生活習性不明。

## 扩展阅读
維基物種上的相關：鱗棘冰杜父魚